# TV4 (Svezia)
TV4 (in svedese: TV fyra) è un canale televisivo svedese privato, operato per TV4 AB. Offre una programmazione adatta a tutti, con intrattenimento, serie TV e produzioni originali.
Il canale ha iniziato le sue trasmissioni il 15 settembre 1990 via satellite, e dal 1992 trasmette in chiaro a livello nazionale. A differenza di altri canali privati svedesi, come TV3, che trasmettono dall'estero, TV4 è soggetto a obblighi di servizio pubblico e ha alcune restrizioni nella trasmissione di pubblicità.

## Storia
Le origini del canale risalgono allo sviluppo della televisione privata in Svezia durante gli anni Ottanta. Fino a quel momento, la televisione pubblica Sveriges Television (SVT) deteneva il monopolio su questo mezzo. Nel 1984, il produttore Ingemar Leijonborg e l'imprenditore Gunnar Bergvall presentarono un piano aziendale per un canale televisivo finanziato con la pubblicità, che portò alla creazione della società a responsabilità limitata Nordisk Television. I promotori impiegarono tre anni per raccogliere dieci milioni di corone svedesi, che investirono in infrastrutture tecniche, contratti e una scuola di formazione per produttori e sceneggiatori..
In quel periodo, nel 1987, nacquero le trasmissioni di TV3, il primo canale privato dell'area scandinava che trasmetteva via satellite dall'estero per eludere le leggi svedesi sulla pubblicità. L'obiettivo di Nordisk Television, invece, era ottenere una licenza nazionale per trasmettere in chiaro su tutto il territorio.
Il 15 settembre 1990 iniziarono le trasmissioni di TV4 via satellite, con una programmazione che comprendeva notiziari e spazi di produzione propria. Un anno più tardi, il gruppo Kinnevik divenne l'azionista di maggioranza di Nordisk Television — poi TV4 AB — e il governo svedese gli assegnò una licenza per trasmettere in chiaro, soggetta alla legge sulla pubblicità e ad alcuni obblighi di servizio pubblico. Dopo tre mesi di trasmissioni di prova, il 2 marzo 1992 iniziarono le trasmissioni analogiche regolari su tutto il territorio nazionale.
TV4 divenne in poco tempo il canale più seguito in Svezia, superando le reti pubbliche Kanal 1 e TV2 (ora conosciuti come SVT1 e SVT2), grazie a una programmazione basata su intrattenimento, fiction, magazine e notiziari. Molti dei suoi programmi di maggior successo sono adattamenti di formati internazionali, come Jeopardy!, Fort Boyard (Fångarna på fortet), Chi vuol essere milionario? e Pop Idol. A partire dal 1999, TV4 iniziò a trasmettere sulla televisione digitale terrestre e cessò progressivamente le trasmissioni analogiche via satellite (2004) e in chiaro (2008), ampliando allo stesso tempo la propria offerta con canali tematici.
Nel 2006, il gruppo proprietario di TV4 fu acquisito da Nordic Broadcasting, una società controllata dal gruppo editoriale svedese Bonnier, che possedeva anche il canale finlandese MTV3. Nel 2018, Telia Company acquisì il controllo dei canali televisivi di Bonnier, diventando l'attuale proprietario.

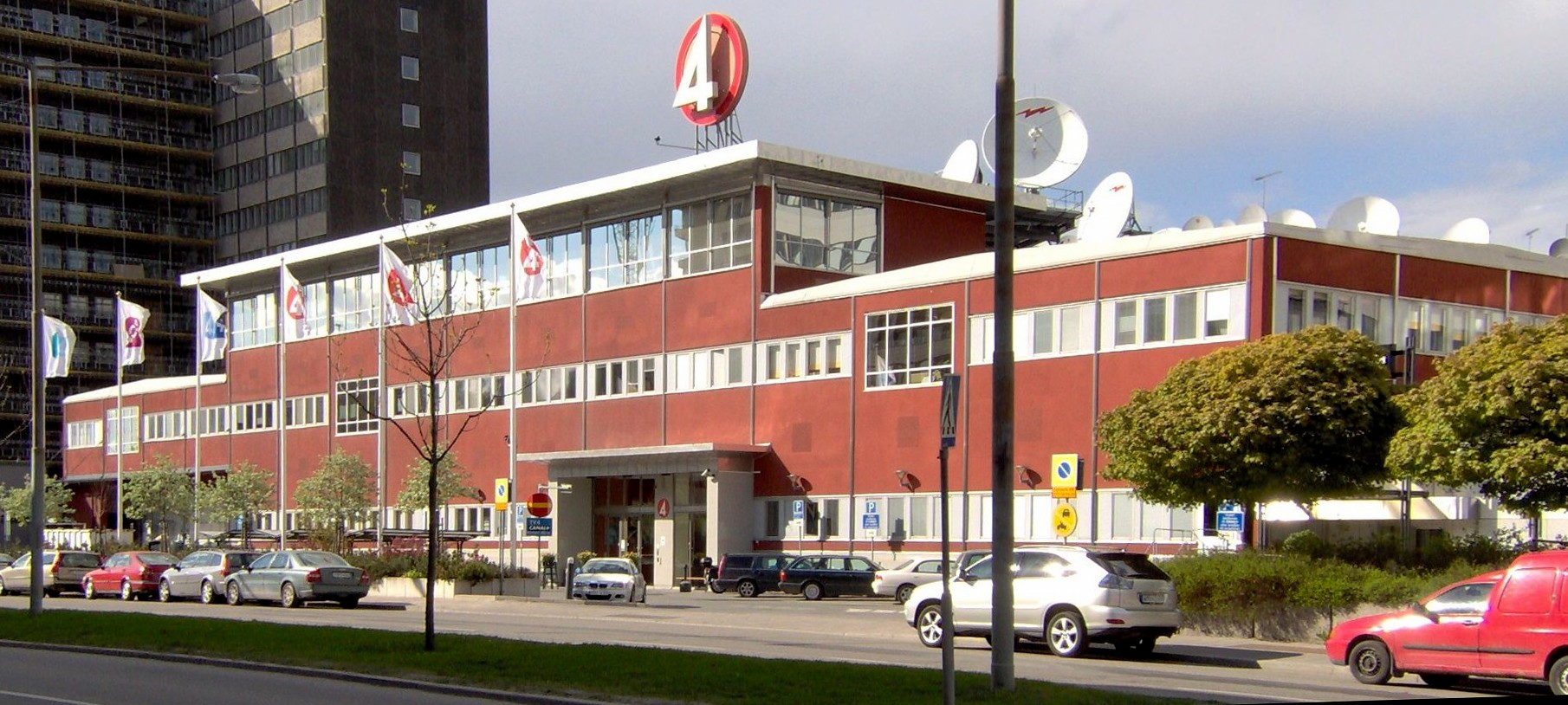
Sede di TV4 a Stoccolma.

La programmazione di TV4 è generalista e comprende notiziari, serie TV, programmi di produzione propria, reality show, film e quiz televisivi. I principali spazi informativi sono il telegiornale TV4 Nyheterna («Le notizie») e il programma mattutino Nyhetsmorgon («Le notizie del mattino»).
Durante il periodo in cui TV4 ha fatto parte dell'Unione Europea di Radiodiffusione, ha rappresentato la Svezia in eventi come il Junior Eurovision Song Contest (2006-2009) e l'Eurovision Dance Contest (2007-2008).
Tra i suoi obblighi di servizio pubblico, TV4 deve offrire notiziari regionali. A tal fine, gestisce una rete di sedici redazioni che coprono tutte le province del paese.

## Giurisdizione
TV4 ha la sua sede a Stoccolma, trasmette in chiaro in Svezia e si attiene alle leggi pubblicitarie del paese, a differenza di concorrenti come TV3 (di Viaplay) o Kanal 5 (di Discovery), che trasmettono dall'estero.
La trasmissione di pubblicità su TV4 è limitata a un massimo di dodici minuti per ora e può interrompere la programmazione. Nei suoi primi dieci anni, TV4 trasmetteva pubblicità, ma non poteva fare pause tra i programmi. Per aggirare questa limitazione, il canale suddivideva ogni programma in blocchi e inseriva spazi brevi di un minuto, come Inför (riassunti), Om en bok (raccomandazioni di libri) e Dagens namn (agenda culturale). Nel 2002, il governo svedese modificò la legge audiovisiva, permettendo al canale di fare vere e proprie pause pubblicitarie.

## Canali tematici
Oltre a TV4, il gruppo TV4 AB possiede canali tematici in chiaro:
- Sjuan – canale incentrato su programmi di produzione propria e cinema.
- TV12 – canale dedicato a programmi di stile di vita e sport.
- TV4 Guld – canale tematico di programmi classici.
- TV4 Fakta – canale tematico di documentari.
- TV4 Film – canale tematico di cinema.

Il gruppo gestisce anche la programmazione di C More, una piattaforma televisiva a pagamento con vari canali tematici.